# يوه ميونغ وو
يوه ميونغ وو (هانغل: 유명우) مواليد 10 يناير 1964 في سول، هو ملاكم محترف كوري جنوبي يصنف ضمن فئة وزن الذبابة بدأ مسيرته الاحترافية سنة 1982. حقق بطولة رابطة الملاكمة العالمية.

## إحصائيات
خاض خلال مسيرته 39 نزالا، فاز في 38 ولم يتعادل وخسر في 1. فاز بالضربة القاضية في 14 نزالا.

## روابط خارجية
- يوه ميونغ وو على موقع بوكس ريك (الإنجليزية) (registration required)